# Martti Kaila

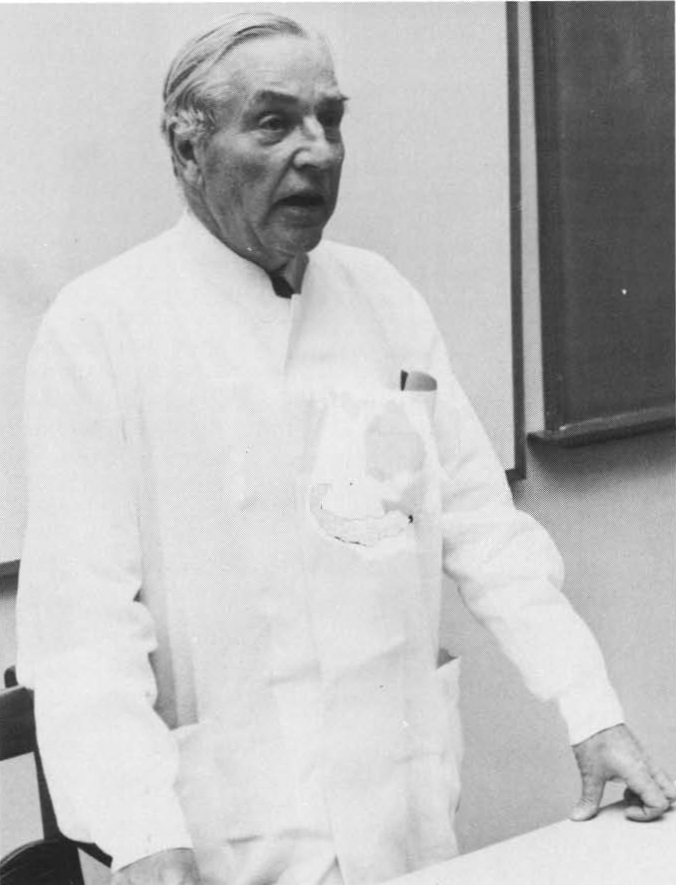
Martti Kaila ca. 1960.

Martti Eero Kaila, född 24 februari 1900 i Helsingfors, död där 21 juni 1978, var en finländsk psykiater. Han var son till Erkki Kaila.
Kaile blev medicine och kirurgie doktor 1946. Han var 1938–1948 överläkare vid Folkpensionsanstalten och 1948–1967 professor i psykiatri vid Helsingfors universitet samt överläkare vid Lappvikens sjukhus.
Kaila, som bland annat i sin egenskap av fostrare av nya läkargenerationer har kallats den vetenskapliga psykiatrins fader i Finland, var 1947–1951 ordförande i Finlands läkarförbund. Han studerade bland annat ungdomsbrottsligheten och utgav flera böcker i detta ämne, skrev vidare läroböcker för sjukvårdsstuderande, arbetet Psykiatrian historia (1966) med mera.